# Venetianskan
Venetianskan (titolo internazionale: The Venetian) è un film del regista svedese Ingmar Bergman realizzato nel 1958. È stato prodotto per la televisione svedese.